# Stenopelmus
Stenopelmus ist eine Gattung aus der Familie der Rüsselkäfer (Curculionidae). Die drei Arten sind heimisch in Nord- und Südamerika. Eine Art, Stenopelmus rufinasus, ist heute beinahe weltweit verschleppt und eingebürgert, sie kommt auch in Mitteleuropa vor.

## Merkmale
Stenopelmus-Arten sind kleine Rüsselkäfer mit einer Körperlänge von weniger als ca. 2 Millimeter, sie sind schwarz mit rotbraunen Anteilen gefärbt. Am Kopf ist der namengebende Rüssel (Rostrum) kurz und fast gerade, etwa so lang wie breit, etwa von gleicher Länge wie das erste Fühlerglied (der Scapus), dieser reicht etwas über den Augenvorderrand hinaus. Der Rüssel ist in Seitenansicht etwa löffelförmig, mit geschwungenen Seiten und zur Basis hin verengt. Die Fühler sind in seitlichen Fühlergruben etwa in der Mitte des Rüssels eingelenkt. Der Vorderrand des Pronotum ist fast gerade, nicht lappenförmig hinter den Augen vorgezogen. Die Flügeldecken (Elytren) zeigen deutliche Vorderwinkel („Schultern“), ihre Seiten sind fast parallel oder wenig seitlich verbreitert. Der Körper ist fast deckend mit rundlichen Schuppen bedeckt.

## Biologie
Die Larven der Stenopelmus-Arten sind oligophage Pflanzenfresser, soweit bekannt spezialisiert auf die Algenfarne der Gattung Azolla. Diese sind an der Wasseroberfläche treibende Schwimmpflanzen. Einige Arten, insbesondere der Große Algenfarn (Azolla filiculoides), sind aus ihrer amerikanischen Heimat weltweit verschleppt worden und an vielen Stellen invasive, problematische Neophyten. Die Stenopelmus-Arten wurden daher verschiedentlich zu ihrer biologischen Kontrolle getestet. Allerdings erwiese es sich meist, dass Stenopelmus rufinasus bereits früher mit dem Algenfarn zusammen zunächst unbemerkt mit eingeschleppt worden war. Die Biologie nur dieser Art ist besser bekannt. Die orangegelben bis roten Larven bilden im ersten Stadium Minen in den Algenfarn-Blättern, die älteren Larven sind freilebend auf den Pflanzen und können mehrere Farn-Pflanzen pro Tag fressen. Sie sind luftatmend und ertrinken, falls sie von den Pflanzen herunterfallen sollten. Die Entwicklung ist unter günstigen Bedingungen nach 18 Tagen abgeschlossen.

## Phylogenie, Taxonomie, Nomenklatur
Die Gattung Stenopelmus umfasst drei Arten:
- Stenopelmus brunneus (Hustache, 1926) – Südamerika: Argentinien, Brasilien, Paraguay, Uruguay, Venezuela; eingeschleppt nach Chile.[5]
- Stenopelmus minutus (Hustache, 1939) – Südamerika: Argentinien, Uruguay; eingeschleppt nach Chile.[5]
- Stenopelmus rufinasus Gyllenhal, 1836 – Typusart der Gattung. Nordamerika: USA, Süden Kanadas;[2] eingeschleppt in Japan, in Europa; erster Nachweis 1901 in Frankreich; wurde 1995 in Südafrika recht erfolgreich zur biologischen Kontrolle des Algenfarns ausgesetzt.

Stenopelmus wird innerhalb der Rüsselkäfer einer Verwandtschaftsgruppe zugerechnet, die als Tribus Tanysphirini (syn. Stenopelmini) innerhalb einer Unterfamilie Erirhininae gefasst wurde. Neuere Systematiken fassen die Erirhininae als Tribus Erirhinini innerhalb der Unterfamilie Brachycerinae der Rüsselkäfer auf (von einigen Systematikern zeitweise als eigene Familie gefasst und dann Brachyceridae genannt). Folgt man dieser Auffassung, wird die Gruppe zur Subtribus zurückgestuft. Die Gruppe umfasst generell kleine Arten, überwiegend mit amerikanischer oder australisch-pazifischer Verbreitung, mit Bindung an Sümpfe oder aquatische Habitate, oft an Wasserpflanzen.
Synonyme für Stenopelmus Schönherr, 1836 sind Panscopus Schönherr, 1843, Monius Schönherr, 1845 (beides ungerechtfertigte Ersatznamen), Degosia Bedel, 1901.